# 2018年アメリカ合衆国上院議会議員選挙 (インディアナ州)
2018年アメリカ合衆国上院議会議員選挙 (インディアナ州)は、インディアナ州代表のアメリカ合衆国上院議員(senator)を選出する選挙である。本選挙は2018年11月6日に行われ、同日に、アメリカ合衆国上院議会議員選挙（各州選挙区） 、アメリカ合衆国下院議会議員選挙 、ならびに各地方選挙が行われた。民主党所属で、現職のジョー・ドネリーは2期目の当選を目指し、立候補を表明している。
ポリティコは、インディアナ州での選挙を、「共和党が民主党から議席を奪う絶好の機会である」と評している。予備選挙は、2018年5月8日に行われる予定である。

## 選挙前の情勢
民主党所属で現職のジョー・ドネリーの支持率は各世論調査によると26％から47%程度となっているが、2016年大統領選では、共和党のドナルド・トランプが同州で56.5%の得票率で、民主党のヒラリー・クリントンに圧勝しており(得票率37.5%)、陣営の不安材料となっている。
対する共和党は、予備選挙でトッド・ロキータ下院議員とルーク・メッサー下院議員の2氏が有力候補と見なされている。党の指名権を巡り、両陣営ともに多くの資金が投入され、きわめて激しい選挙戦が繰り広げられることが予想されている。

## 民主党

### 候補者

#### 立候補表明者
- ジョー・ドネリー - 現職

#### 立候補撤退者
- マーティン・デル・リオ - 退役軍人

## 共和党

### 候補者

#### 立候補表明者
- マイク・ブラウン - 元州下院議員（インディアナ州63区選出）
- ルーク・メッサー - アメリカ合衆国下院議員（インディアナ州6区選出）
- トッド・ロキータ - アメリカ合衆国下院議員（インディアナ州4区選出）

#### 立候補辞退者・否定した者
- ジム・バンクス - アメリカ合衆国下院議員
- スーザン・ブルックス - アメリカ合衆国下院議員(ルーク・メッサー氏支持）
- マイク・デルフ - 州上院議員(トッド・ロキータ氏支持)
- ジャッキー・ワロースキー - アメリカ合衆国下院議員

## 第三極

### 候補者

#### 立候補表明者
- アンドリュ・ストロー - 弁護士

## 本選挙

### 予測
| 調査機関                    | 評価   | 調査日         |
| --------------------------- | ------ | -------------- |
| The Cook Political Report   | 横一線 | 2017年12月15日 |
| Rothenberg Political Report | 横一線 | 2017年12月13日 |
| Sabato’s Crystal Ball       | 横一線 | 2017年12月13日 |